# BDZ

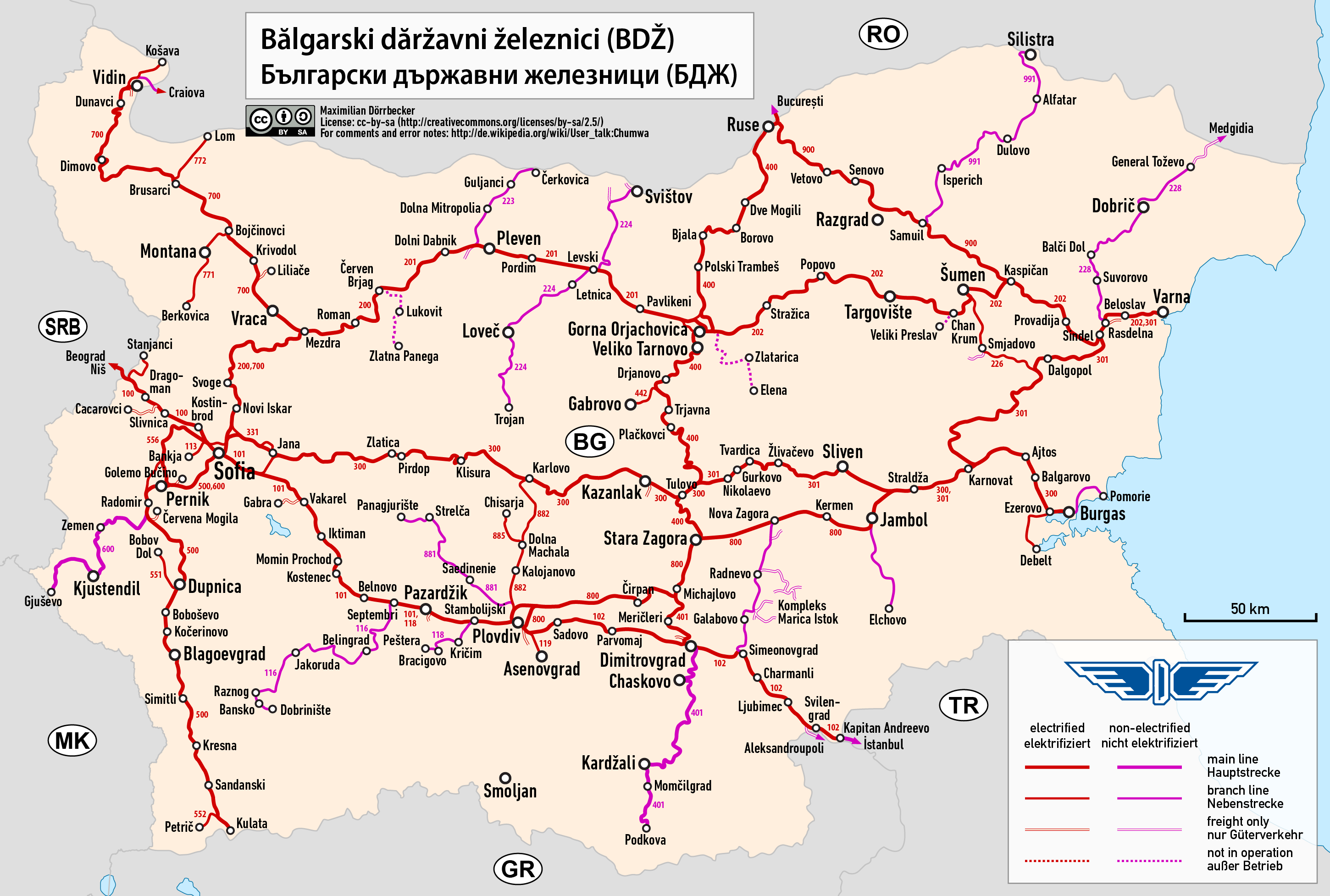

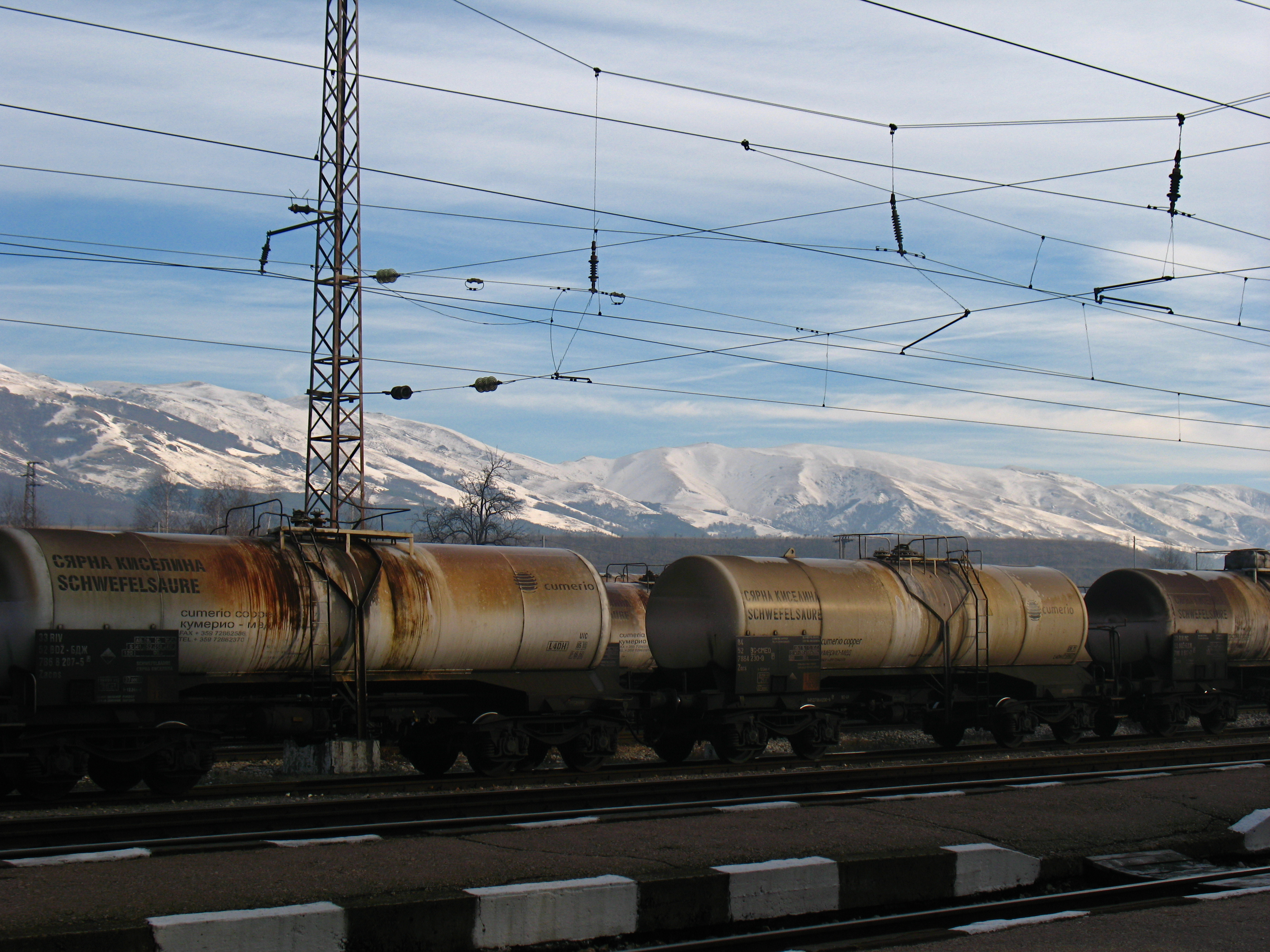
Vagoane rezervor cu produse chimicale, Pirdop

BDZ (Български държавни железници, Balgarski darzhavni zheleznitsi) este o societate feroviară de transport călători din Bulgaria.

## Istorie
Prima cale ferată de pe teritoriul Bulgariei a fost deschisă între orașele Ruse și Varna, dată în exploatare în noiembrie 1866. După care în anul 1888 a fost deschisă prima linie concepută de către ingineri și arhitecți bulgari între Caribrod-Sofia-Vakarel din vestul Bulgariei.
În 1963, a fost dată în exploatare prima cale ferată electrificată pe relația Sofia - Plovdiv. 
Odată cu aderarea țării la Uniunea Europeană, Bulgaria a pus în aplicare directivele europene în materie de transport feroviar. 
Compania Națională Căii Ferate a fost împărțită în două companii separate: un operator feroviar (BDZ EAD) și o companie de infrastructura (Compania Națională de Infrastructură).

## Caracteristici
Aceasta reprezintă la momentul actual singura companie de transport feroviar de călători din Bulgaria, în timp ce la segmentul transportului de marfă deține cea mai ridicată cotă de piață.

## Servicii oferite
- Numărul călătorilor transportați în anul 2008 a fost de 33.758.000, iar din punct de vedere al pasagerilor/kilometru în același an a fost de 2.335 miliarde călători.

- În ceea ce privește transportul de marfă în anul 2008, compania a transportat 17.590 milioane tone, și 4.031 milarde tone/kilometru.

BDZ are legături feroviare cu majoritatea țărilor din Europa Centrală și de Est.

## Legăturile de cale ferată cu țările învecinate
- Același ecartament:
  -  Grecia  — via Kulata și Salonic
  -  Macedonia  — via Niš în Serbia sau via Salonic în Grecia
  -  România  — via Ruse - Giurgiu („Podul Prieteniei”),  Calafat-Vidin via noul pod, Medgidia și via Negru Voda (Județul Constanța)
  -  Serbia  — via Dimitrovgrad și Niš
  -  Turcia  — via Kapikule și Edirne